# David Heathcoat-Amory
David Philip Heathcoat-Amory (né le 21 mars 1949) est un homme politique, comptable et agriculteur britannique. Il est député conservateur de Wells de 1983 à 2010. Heathcoat-Amory était auparavant président du groupe de recherche européen.

## Éducation et vie professionnelle
David Heathcoat-Amory est le fils du brigadier de l'armée britannique Roderick Heathcoat-Amory, MC (fils de Sir Ian Heathcoat-Amory, 2e baronnet) et le neveu du chancelier de l'Échiquier de Harold Macmillan Derick Heathcoat-Amory. Il fait ses études au Collège d'Eton et à Christ Church, Université d'Oxford, où il obtient une maîtrise en PPE. Il est président de l'Association conservatrice de l'Université d'Oxford.
Heathcoat-Amory obtient son diplôme de comptable en 1974 et rejoint PricewaterhouseCoopers comme Expert-comptable. En 1980, il est nommé directeur financier adjoint du British Technology Group (BTG) où il reste jusqu'à son élection au Parlement en 1983.

## Carrière politique
Heathcoat-Amory se présente dans le Borough londonien de Brent à Brent South aux élections générales de 1979, mais est battu par la députée travailliste Laurence Pavitt par 11 616 voix. Il est élu à la Chambre des communes à l'élection générale de 1983 pour le siège de Wells, dont le député en exercice Robert Boscawen (en) a décidé de se présenter à Somerton et Frome à la suite de changements de limites. Il gagne le siège avec une majorité de 6 575 voix.
Au Parlement, il est nommé secrétaire parlementaire privé (SPP) du secrétaire financier au Trésor John Moore en 1985, et est également le SPP de son successeur à partir de 1986, Norman Lamont. À la suite des élections générales de 1987, il devient le SPP du ministre de l'Intérieur Douglas Hurd jusqu'à ce qu'il soit promu au gouvernement de Margaret Thatcher comme whip adjoint du gouvernement en 1988. Il est promu Lord Commissaire au Trésor et whip du gouvernement en 1989. Plus tard dans l'année, il est sous-secrétaire d'État parlementaire au ministère de l'Environnement, jusqu'à ce que le nouveau premier ministre John Major occupe le même poste au ministère de l'Énergie en 1990. Il est nommé trésorier de la maison (whip en chef adjoint) à la suite des élections générales de 1992 et ministre d'État au ministère des Affaires étrangères et du Commonwealth en 1993. Il est Paymaster General en 1994 où il sert jusqu'à sa démission du gouvernement en 1996 au sujet de la monnaie unique européenne. Il devient membre du Conseil privé en 1996.
En 1997, Heathcoat-Amory rejoint le cabinet fantôme de William Hague comme secrétaire en chef fantôme au Trésor, et est secrétaire d'État fantôme au commerce et à l'industrie à partir de 2000. Il quitté le poste lors de l'élection de Iain Duncan Smith à la tête du Parti conservateur en 2001. Il est membre du comité restreint du Trésor à partir de 2004 jusqu'à ce qu'il soit brièvement, en 2005, porte-parole sur le travail et les pensions sous la direction de Michael Howard, mais il revient à l'Arrière-ban plus tard dans l'année quand David Cameron devient le chef conservateur. Il est président du groupe transpartisan du British Museum, vice-président du groupe sur l'astronomie et l'environnement spatial et secrétaire du groupe sur la boxe.
De fin 2001 à juillet 2003, Heathcoat-Amory est l'un des deux délégués parlementaires britanniques à la Convention sur l'avenir de l'Europe, qui rédige la Constitution européenne. Il est bien connu pour son fort euroscepticisme et est, à travers les travaux de la Convention, un farouche opposant aux projets officiels préparés par le présidium de la Convention, les critiquant comme étant trop fédéralistes.
Heathcoat-Amory perd son siège aux élections générales de 2010 face à la libérale démocrate Tessa Munt, qui réalise un swing de 6,1%.
Lors de l'élection, Jake Baynes de l'UKIP est invité par son parti à démissionner en raison de la politique de l'UKIP de ne pas présenter de candidat dans une circonscription où il y a déjà un eurosceptique engagé, mais il refuse de le faire. Heathcoat-Amory a en partie attribué sa défaite à la présence d'un candidat de l'UKIP lors de son discours après l'annonce du résultat du scrutin. Il a également admis que son implication dans le scandale des dépenses a joué un rôle dans sa défaite.

## Scandale des dépenses
Le 12 mai 2009, il est rapporté dans le Daily Telegraph que Heathcoat-Amory a facturé le contribuable pour le fumier coûtant 380 £ sur 3 ans sur les dépenses de l'allocation pour frais supplémentaires. En février 2010, il est révélé qu'on lui a demandé de rembourser un total de 29 691,93 £. Le Times surnomme le scandale "Le Parlement du fumier" en mettant en avant la dépense controversée de Heathcoat-Amory.

## Vie privée
Il aime la pêche, la culture des arbres, le jardinage et l'astronomie. Il épouse Linda Adams le 4 février 1978 dans le nord du Hampshire. Le couple vit dans un domaine de l'ouest de Londres avec une importante collection d'art . Ils ont un fils et une fille (nés en septembre 1988). Son plus jeune fils, Matthew, s'est suicidé dans leur deuxième maison du Perthshire en 2001.